# Liste der Fahnenträger der simbabwischen Mannschaften bei Olympischen Spielen
Die Liste der Fahnenträger der simbabwischen Mannschaften bei Olympischen Spielen listet chronologisch alle Fahnenträger simbabwischer Mannschaften bei den Eröffnungs- (EF) und Abschlussfeiern (AF) Olympischer Spiele auf.

## Liste der Fahnenträger
| Mannschaft             | Veranstaltung | Fahnenträger (EF)        | Fahnenträger (AF) |
| ---------------------- | ------------- | ------------------------ | ----------------- |
| 1980 in Moskau         | Sommerspiele  | Abel Nkhoma              |                   |
| 1984 in Los Angeles    | Sommerspiele  | Zephaniah Ncube          |                   |
| 1988 in Seoul          | Sommerspiele  | James Gombedza           |                   |
| 1992 in Barcelona      | Sommerspiele  |                          |                   |
| 1996 in Atlanta        | Sommerspiele  | Tendai Chimusasa         |                   |
| 2000 in Sydney         | Sommerspiele  | Philip Mukomana          |                   |
| 2004 in Athen          | Sommerspiele  | Young Talkmore Nyongani  | Lewis Banda       |
| 2008 in Peking         | Sommerspiele  | Brian Dzingai            | Kirsty Coventry   |
| 2012 in London         | Sommerspiele  | Kirsty Coventry          | Cuthbert Nyasango |
| 2014 in Sotschi        | Winterspiele  | Luke Steyn               | Luke Steyn        |
| 2016 in Rio de Janeiro | Sommerspiele  | Kirsty Coventry          | Kirsty Coventry   |
| 2020 in Tokio          | Sommerspiele  | Donata Katai             | Scott Vincent     |
| 2020 in Tokio          | Sommerspiele  | Peter Purcell-Gilpin     | Scott Vincent     |
| 2024 in Paris          | Sommerspiele  | Paige van der Westhuizen | Rutendo Nyahora   |
| 2024 in Paris          | Sommerspiele  | Makanakaishe Charamba    | Isaac Mpofu       |

Anmerkung: (EF) = Eröffnungsfeier, (AF) = Abschlussfeier

## Statistik
| Rang    | Sportart       | EF | AF | ∑  |
| ------- | -------------- | -- | -- | -- |
| 1       | Leichtathletik | 8  | 4  | 12 |
| 2       | Schwimmen      | 4  | 2  | 6  |
| 3       | Golf           | 0  | 1  | 1  |
| 3       | Rudern         | 1  | 0  | 1  |
| Gesamt: | Gesamt:        | 13 | 7  | 20 |

| Rang    | Sportart  | EF | AF | ∑ |
| ------- | --------- | -- | -- | - |
| 1       | Ski Alpin | 1  | 1  | 2 |
| Gesamt: | Gesamt:   | 1  | 1  | 2 |

| Rang    | Sportart       | EF | AF | ∑  |
| ------- | -------------- | -- | -- | -- |
| 1       | Leichtathletik | 8  | 4  | 12 |
| 2       | Schwimmen      | 4  | 2  | 6  |
| 3       | Ski Alpin      | 1  | 1  | 2  |
| 4       | Golf           | 0  | 1  | 1  |
| 4       | Rudern         | 1  | 0  | 1  |
| Gesamt: | Gesamt:        | 14 | 8  | 22 |